# Nikki Delano
Nikki Delano (Brooklyn; 12 de abril de 1986) es una actriz pornográfica, bailarina exótica y modelo estadounidense.

## Primeros años
Delano nació y se crio en Brooklyn, Nueva York y es la mayor de ocho hermanos.  Tiene ascendencia puertorriqueña, colombiana e italiana. Se crio en un estricto hogar católico y asistió a una escuela católica. Realizó sus estudios con honores. Se graduó de la Universidad John Jay en psicología forense y complementados con estudios sobre adicción y criminología.
Delano trabajó como gerente de oficina del banco Bank of America antes de iniciar su carrera en el cine para adultos. También era una bailarina exótica y gimnasta.

## Carrera
Delano entró en la industria del cine para adultos el 7 de febrero de 2011. Había estado trabajando principalmente como modelo durante más de un año cuando fue contactada por un cazatalentos de la página electrónica para adultos Brazzers a través de su página para modelos y actrices del cine pornográfico Model Mayhem.
Filmó su primera escena para Brazzers en Miami, Florida, eligiendo el nombre artístico de "Nikki", ya que es una variación de su verdadero nombre Nicole y adoptó el apellido "Delano" del Hotel Delano en Miami, en su ciudad favorita. La actriz porno Shy Love es su agente. La ex actriz pornográfica y modelo fitness Marissa Villareal alias Nina Mercedez es también es mentor de Nikki Delano.
Delano planea comenzar su propia agencia productora y talento algún día y aspira a convertirse en un "icono del porno" como Jenna Jameson.

## Apariciones en los medios convencionales
En 2011, interpretó a Shakira en una parodia del cine para adultos del programa de farándula El Gordo y la Flaca. Apareció junto a su coestrella Yurizan Beltrán en un episodio del verdadero programa para promover la película. Además de El Gordo y la Flaca, Delano también ha aparecido en varios programas de la televisión hispana en Estados Unidos, como A Que No Puede, 12 Corazones y El Show de Luis Jiménez.
Entre el 27 de marzo y 2 de abril de 2013, su vida fue documentada en un episodio del programa de televisión brasileña Pelé Na (traducido del portugués su significado es en mi piel), que se emitió el 11 de noviembre de 2013. Delano apareció junto a la actriz pornográfica Missy Martínez en El show de Jerry Springer en un episodio titulado Front Row in the Strip Club, (en español Pelea en el Club de Stripper) que se emitió el 8 de noviembre de 2013. También presto su voz para el papel de una estríper llamada "Nikki" en el videojuego Grand Theft Auto V publicado en 2013.
En febrero de 2014, la empresa Nookie Chat firmó con Delano un contrato de modelo de cámara web. En agosto de 2015, Nikki Delano firmó un contrato de un año de exclusividad de modelo de cámara webcon la empresa Cams.com en adición se volvió vocera y embajadora del website de la empresa.

## Vida personal
Delano se identifica como bisexual.

## Premios y nominaciones

### 2012
1. Premio NightMoves - Nominada - Mejor Bailarina Exótica o Estríper
2. Premio NightMoves -Ganadora- Mejor Actriz Latina (Escogencia de los editores)
3. Premios NightMoves- Nominada- Mejor Trasero
4. Premios XBIZ- Nominada- Mejor Nuevo Talento del año

### 2013
1. Premio AVN  -Nominada - Escena de Trío Sexual  (Hombre/Hombre/Mujer) (con Chris Strokes & Jordan Ash) - Película: Flesh Hunter 11
2. Premio Night Moves - Nominada - Mejor Actriz Étnica
3. Premio Night Moves - Nominada - Mejor Estrella del Social Media
4. Premio Night Moves -Ganadora - Mejor Trasero (Escogencia o decisión de los Editores)
5. Premio XBIZ - Nominada - Mejor Sitio o Página Electrónica del Año - www.nikkidelano.com

### 2014
1. Premio AVN - Nominada - Mejor Actriz Joven Desconocida del Año
2. Premio Night Moves - Ganadora - Mejor Trasero (Escogencia o decisión de los Editores)

### 2015
1. Premio AVN - Nominada - Mejor Página Electrónica Pornográfica del año - www.nikkidelano.com
2. Premio XBIZ - Nominada - Mejor Actriz de Reparto- Película : Parodia Pornográfica de  9 semanas y media
3. Premio NightMoves- Ganadora- Mejor Estrella de Películas Para Adulto estríper (Escogencia de los fanáticos)

### 2016
1. Premio AVN- Nominado- Mejor Página Electrónica Pornográfica del año - www.nikkidelano.com